# Робертсон (лунный кратер)
Кратер Робертсон (лат. Robertson) — большой молодой ударный кратер в северном полушарии обратной стороны Луны. Название присвоено в честь американского математика и физика Говарда Перси Робертсона (1903—1961) и утверждено Международным астрономическим союзом в 1970 г. Образование кратера относится к эратосфенскому периоду.

## Описание кратера
Ближайшими соседями кратера являются кратер Паренаго на северо-западе; кратер Беркнер на севере; кратер Хелберг на востоке и кратер Олтер на юго-западе. Селенографические координаты центра кратера 21°50′ с. ш. 105°22′ з. д. / 21,84° с. ш. 105,37° з. д., диаметр 89,9 км, глубина 2,8 км.
Кратер Робертсон имеет полигональную форму и практически не разрушен.Вал с четко очерченной кромкой, внутренний склон вала широкий, с ярко выраженной террасовидной структурой. Высота вала над окружающей местностью достигает 1410 м, объем кратера составляет приблизительно 7400 км³. Дно чаши сравнительно ровное, в центре чаши расположен массив пиков, к которому с северо-восточной стороны примыкает несколько сглаженных поднятий местности. Состав центральных пиков - габбро-норито-троктолитовый анортозит с содержанием плагиоклаза 85-90 % (GNTA1) и габбро-норито-троктолитовый анортозит с содержанием плагиоклаза 80-85 % (GNTA2). Чаша кратера пересечена светлым лучом от кратера Ом расположенным на западе-юго-западе от кратера Робертсон.

## Сателлитные кратеры
Отсутствуют.